# Delomerista indica
Delomerista indica är en stekelart som beskrevs av Gupta 1982. Delomerista indica ingår i släktet Delomerista och familjen brokparasitsteklar. Inga underarter finns listade i Catalogue of Life.